# 147-й батальйон шуцманшафту
147-й батальйон шуцманшафту (нім. 147. Batalion Schutzmannschaft / Schutzmannschafts-W-Bataillon 147 / Tatarische) — охоронний підрозділ німецької допоміжної  поліції (нім. Schutzpolizei), створений у жовтні 1942 року в Сімферополі.

## Формування та організація
Офіційна назва: 147. Schutzmannschafts-Wach-Bataillon (147-й охоронний батальйон шуцманшафту). Перший з восьми, так званих, татарських (під татарами розумілися майже всі тюркські народи Європи) шуцманшафт-батальйонів. Сформований у жовтні 1942 року в Сімферополі з радянських військовополонених, очолених німецьким командуванням. 